# Goki Yamada
Goki Yamada (japanisch 山田 剛綺 Yamada, Goki; * 19. September 2000 in Kyōto, Präfektur Kyōto) ist ein japanischer Fußballspieler.

## Karriere
Goki Yamada erlernte das Fußballspielen in der Schulmannschaft der Kyōto Tachibana High School sowie in der Universitätsmannschaft der Kwansei-Gakuin-Universität. Seinen ersten Vertrag unterschrieb er am 1. Februar 2023 bei Tokyo Verdy. Der Verein, der in der Präfektur Tokio beheimatet ist, spielt in der zweiten japanischen Liga. Sein Zweitligadebüt gab Goki Yamada am 25. März 2023 (6. Spieltag) im Heimspiel gegen Roasso Kumamoto. Bei dem 3:0-Erfolg wurde er in der 86. Minute für Kōki Morita eingewechselt. Am Ende der Saison 2023 wurde er mit Verdy Tabellendritter. In den Aufstiegsspielen konnte man sich durchsetzen und stieg in die erste Liga auf.